# وقس
وقس (بالإنجليزية:  Vaccinia or VACV or VV)‏ هي فيروسات معقدة مغلفة تنتمي لعائلة الفيروسات الجدرية.